# Сатурн (система противоракетной обороны)
Передвижная система противоракетной обороны для борьбы с БРСД «Сатурн» — проект системы противоракетной обороны для защиты стратегически важных объектов страны и прикрытия войск от баллистических ракет средней дальности, в виде большого количества подвижных ракетных комплексов, разрабатывавшихся в двух базовых передвижных вариантах, различавшихся по степени мобильности: возимых и самоходных комплексов автофургонного типа на мощных многоосных платформах (шифр — «Призма»), коллективом под руководством Н. И. Белова в НИИ-648 (НИИ точных приборов Министерства радиотехнической промышленности СССР) в 1958–1961 гг., в рамках конкурса на создание новых систем противовоздушной обороны страны и систем беспилотного перехвата ядерных ракет противника. В отличие от других проектов, — стационарных систем, предполагавших замещение других аналогичных систем, — замысел создателей системы «Сатурн» предусматривал её применение в сочетании со стационарной системой (системами) противоракетной обороны страны или отдельных её регионов (зон). Мобильный характер комплексов на колёсных автоплатформах давал системе «Сатурн» целый ряд преимуществ по сравнению со стационарными системами, лишёнными таких манёвренных возможностей и требующих значительных затрат времени, материальных и трудовых ресурсов для их передислокации, если таковая вообще была возможна. Однако, проектные работы были прекращены, созданные к тому времени наработки были использованы при реализации других проектов ракетного вооружения. Все проекты перспективных систем ПРО, включая «Сатурн», были в итоге отменены в пользу принятия на вооружение стационарной системы А-35.

## Конструкторский замысел
В своих научных изысканиях, авторы проекта исходили из опыта Великой Отечественной войны и других недавних вооружённых конфликтов, которые имели характер манёвренных войн, и наглядно показали необходимость повышения манёвренности сил и средств противовоздушной обороны за счёт оснащения их необходимыми средствами мобильности на машинной тяге. Мобильность элементов системы «Сатурн», размещённых на колёсной базе:
во-первых, позволяла свободно осуществлять манёвр силами и средствами противоракетной обороны в зависимости от складывающейся и быстро меняющейся боевой обстановки;
во-вторых, позволяла сосредоточить необходимое количество ракетно-артиллерийских дивизионов, оснащённых ракетными комплексами системы «Сатурн», на угрожаемых участках, направлениях и рубежах обороны или, наоборот, рассредоточить их по удалённым друг от друга стратегически важным объектам, требующим прикрытия от ракетно-ядерного удара противника;
в-третьих, обеспечивала высокую степень живучести системы в условиях активных действий противника, направленных на уничтожение советских средств противоракетной обороны.

## Задействованные структуры
В 1958 г. велись работы по противоракетам для комплекса ПРО «Сатурн». Проектированием ракет для системы «Сатурн» занимался коллектив ОКБ-464 во главе с Л. Г. Головиным. Исследования возможности создания передвижного комплекса ПРО велись с 1958 г. на базе результатов работ по зенитно-ракетным комплексам С-75 и С-200. Боевые части для противоракет разрабатывались в ГСКБ-47 под руководством К. И. Козорезова.

## Элементы системы

### Средства обеспечения мобильности
- Колёсные автомобильные грузовые платформы автофургонного типа («Призма») для перевозки элементов системы: ракетного комплекса (пусковых установок с ракетами), радиолокационных станций, боекомплекта, элементов электропитания, личного состава и т. д.; а также для оборудования машин технического обслуживания и контрольно-проверочных машин.

### Боевые средства
- Радиолокационные станции
  - обнаружения (разведки) целей для определения физических параметров полёта боеголовок противника, их положения в пространстве, угловых координат, траектории движения, скорости и т. д.
  - наведения ракет на цель радиокомандным способом, при этом наведение должно было осуществляться методом радиоподсветки цели с земли до активации головки самонаведения ракеты на завершающем этапе полёта ракеты к цели
- Зенитные управляемые ракеты 20ДС и 5В21С для поражения боеголовок противника и других средств воздушно-космического нападения на расстояниях, позволяющих осуществить их эффективное поражение.

### Средства технического обслуживания
- Топливозаправочные машины, машины для перевозки боекомплекта, машины-заправщики окислителем, автотягачи и другие вспомогательные средства.

## Общая оценка проекта
Вспоминая свою беседу в 1957 г. с председателем Специального комитета Совмина СССР В. М. Рябиковым, который поддерживал дальнейшее развитие проекта системы «Сатурн», генерал-лейтенант (в то время ещё полковник) Г. В. Кисунько высказал своё мнение относительно потенциального соотношения дешевизны к эффективности и боевым возможностям системы словами: «Дешева рыбка — хренова юшка», — подразумевая под этим весьма слабый, по его мнению, уровень проработки проекта, — «Здесь никаким проектом и не пахнет. Голая импровизация, никаких обоснований». Помимо председателя спецкомитета,  высоко оценивал систему «Сатурн» Министр радиотехнической промышленности СССР В. Д. Калмыков, не в последнюю очередь ввиду того, что институт, разрабатывавший данную систему, находился в ведении указанного министерства, а для Калмыкова, как руководителя ведомства, это было делом профессиональной этики.

## Дальнейшая судьба проекта
По решению Военно-промышленной комиссии при Совете Министров СССР с мая 1961 г. по 1978 г. ОКБ-31 на базе проекта «Сатурн» велась разработка универсальной системы противовоздушной обороны С-225. Впоследствии, работы по С-225 так же были прекращены в 1984 г., испытанная к тому времени ракета были передана в состав системы ПРО А-135.